# It's a Mistake
It's a Mistake è un singolo del gruppo musicale australiano Men at Work, pubblicato nel giugno 1983 come terzo estratto dal secondo album in studio Cargo.

## Descrizione
La canzone ha come tema il clima della guerra fredda durante la prima metà degli anni ottanta, chiedendosi se e quando i paesi democratici della NATO e gli stati comunisti del Patto di Varsavia avrebbero posto fine allo stallo con una battaglia convenzionale o uno scambio nucleare. Il video musicale è una rilettura satirica dello scontro tra i due blocchi sulla falsariga del film Il dottor Stranamore.

## Tracce
- 7"

1. It's a Mistake
2. Shintaro

## Classifiche
| Classifica (1983)             | Posizione massima |
| ----------------------------- | ----------------- |
| Australia                     | 34                |
| Canada                        | 20                |
| Germania                      | 19                |
| Irlanda                       | 11                |
| Nuova Zelanda                 | 43                |
| Regno Unito                   | 33                |
| Stati Uniti                   | 6                 |
| Stati Uniti (mainstream rock) | 27                |